# Arncliffe (Yorkshire du Nord)
Arncliffe est un village et une paroisse civile du Yorkshire du Nord en Angleterre, à environ 4,8 km de Kilnsey. En 2015, sa population était estimée à 80 habitants et en 2021, la population comptait 127 habitants.